# Isaszeg
Isaszeg város Pest vármegyében, a Gödöllői járásban, a budapesti agglomerációban.

## Fekvése
Budapest belvárosától 30 km-re keletre fekszik a Gödöllői-dombságban; határában folyik a Rákos-patak. 

### Szomszéd települések
Gödöllő, Dány, Pécel, Valkó, Nagytarcsa, Kistarcsa és Kerepes.

## Története
Első okleveles említése 1274-ből, Ilsuazyg formában szerepelt, későbbi oklevelekben Irsazeg, Irsuazeg, Irsuazhig, Ilsuasak, Ilsuascek, Ilsasceg, Isuasceg, Ilsazig, Ilsasceg, Ilswazyg, Yrsazig, Yrsuazek formákban is szerepel. Nevét egyes történészek az ószláv irsa/irswa (égerfa), és a magyar zug, szeglet (védett hely) szóösszetétellel magyarázzák, mások szerint magyar nemzetségnév az alapja. Régészeti leletek bizonyítják, hogy már a bronz-korban lakott volt a település környéke. A 12. században épült az Öregtemplom, ami ma műemléki védettséget élvez. A település birtokosa Sándor szebeni és dobokai ispán, majd a Domoszlói család volt. Mátyás király kedvenc vadászterületeihez tartozott. 1529-ben a Báthori-család birtokába került. Mivel az 1536-os pestisjárvány és a törökök portyázása miatt erősen megfogyatkozott a lakosság, 1690-ben német telepesek érkeztek.  A Rákóczi-szabadságharc idején a németek egy része elmenekült, a szabadságharc alatt Rákóczi embere pusztaként hivatkozott a településre. 1712-től főként tót telepesek érkeztek a községbe. Az 1715. évi országos összeírásban mindössze 36 adózó jobbágy élt itt, 21 család. Magyar telepesnevek a teljesség igénye nélkül: Nagy, Deák, Juhász. 1723-ban részlegesen, majd teljesen Grassalkovich Antal grófhoz került Isaszeg. A letelepült jobbágyok - földesuruk vallásának megfelelően – katolikusok voltak. Mindez meghatározta a község felekezeti elköteleződését a további évszázadokban. Grassalkovich Antal  1734-ben renováltatta és részben barokk stílusban átépíttette a szent Márton tiszteletére épült "Öregtemplomot".
Petőfi Sándor többször is megfordult itt 1845-1848 között.
Az 1849. április 6-i győztes isaszegi csata napját helyi ünneppé nyilvánították. Helyét a Honvéd emlékmű őrzi. A településtől délre, a Katonapallagon találhatjuk azokat a honvédsírokat, melyek a Görgei Artúr vezette magyar és az osztrák hadsereg ütközetének emlékét őrzik. Az ütközet részleteit illetően Jókai Mór személyesen kérdezősködött a faluban, amikor A kőszívű ember fiai című regényéhez gyűjtött anyagot.
Csernovics Emília, Damjanich János özvegye is több alkalommal járt Isaszegen, itteni tartózkodásakor a Szobor-hegyre, az akkori Zsidó-hegyre járt ki imádkozni (a Honvédszobor abban az időben még nem állt.) A Zsidó-hegy elnevezést a domb lábánál lévő zsidó temetőről kapta.
I. Ferenc József is gyakran járt ide vadászni, amikor Gödöllőn tartózkodott.
1905-ben adták át a polgármesteri hivatal épületét (ma már városháza).
1937-ben épült meg a Szent Istvánnak szentelt római katolikus temploma ("Nagytemplom"). 
1967-ben megnyílt a falumúzeum, amiben állandó helyet kapott a helytörténeti kiállítás.
2008. július 1-jei hatállyal Sólyom László köztársasági elnök városi címet adományozott a településnek.

## Közélete

### Tanácselnökei
- 1959–1986: Bodrogi András
- 1986–1990: Dr. Tóthné Pacs Vera

### Polgármesterei
- 1990–1994: Dr. Tóthné Pacs Vera (független)[4]
- 1994–1998: Dr. Tóthné Pacs Vera (független)[5]
- 1998–2002: Dr. Tóthné Pacs Vera (független)[6]
- 2002–2006: Dr. Kocsis László (IPK-Fidesz)[7]
- 2006–2010: Hatvani Miklós (Április 6. Kör)[8]
- 2010–2014: Hatvani Miklós (Fidesz-Április 6 Kör)[9]
- 2014–2019: Hatvani Miklós László (Április 6. Kör)[10]
- 2019–2024: Hatvani Miklós (Isaszegi Április 6. Kör Egyesület)[11]
- 2024– : Dr. Budaházi Árpád (Családok Isaszegért Egyesület)[1]

## Népesség
A település népességének változása:
| Lakosok száma | 11 210 | 11 292 | 11 250 | 11 264 | 11 402 | 11 470 | 11 526 | 11 647 | 11 645 | 11 640 |
|               | 2013   | 2014   | 2015   | 2016   | 2017   | 2018   | 2021   | 2022   | 2023   | 2024   |

A 2011-es népszámlálás során a lakosok 86,9%-a magyarnak, 3,2% cigánynak, 0,5% németnek, 0,4% románnak, 2% szlováknak mondta magát (13% nem nyilatkozott; a kettős identitások miatt a végösszeg nagyobb lehet 100%-nál). A vallási megoszlás a következő volt: római katolikus 47,7%, református 7,7%, evangélikus 0,8%, görögkatolikus 0,7%, felekezeten kívüli 12,6% (27,6% nem nyilatkozott).
2022-ben a lakosság 89,5%-a vallotta magát magyarnak, 2,5% cigánynak, 0,6% németnek, 0,6% szlováknak, 0,2% románnak, 0,1-0,1% lengyelnek, örménynek, bolgárnak, ruszinnak, ukránnak és szerbnek, 3,3% egyéb, nem hazai nemzetiségűnek (10,4% nem nyilatkozott; a kettős identitások miatt a végösszeg nagyobb lehet 100%-nál). Vallásuk szerint 32,6% volt római katolikus, 6,3% református, 0,9% görög katolikus, 0,7% evangélikus, 0,1% izraelitának, 0,1% ortodox, 2,9% egyéb keresztény, 0,8% egyéb katolikus, 14,2% felekezeten kívüli (41,2% nem válaszolt).

## Nevezetességei

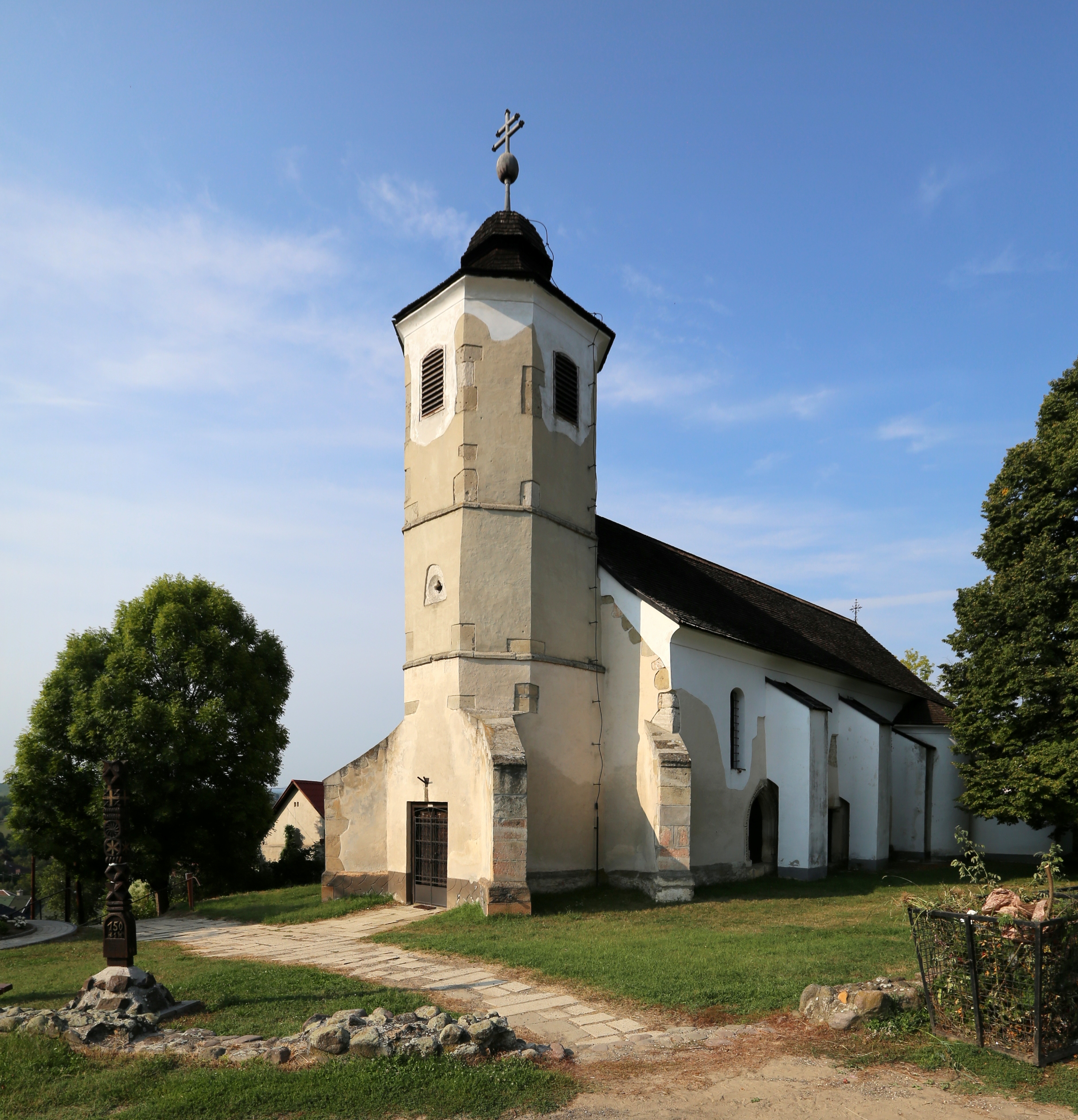
Szent Márton "Öregtemplom"

- A temetőben álló Szent Márton Római Katolikus templom, az „Öregtemplom”.
- Honvéd emlékmű (A tavaszi hadjárat isaszegi csatájának emlékműve a Szobor-hegyen; Radnai Béla szobrász alkotása).
- Honvéd-sírok
- Magyarországon nem őshonos fák arborétuma Gödöllő felé félúton (az egykori Gödöllői Koronauradalom fenyőkísérleti telepe)
- Falumúzeum – helytörténeti gyűjtemény
- „tőzeges” horgásztavak a Rákos-patakon
- A településtől északra halad el a Csörsz árok.
- Kőkereszt
- Ave Maria Kápolna, a szabadságharcban részt vett isaszegi honvédek nevével.
- A temetőből a Kálváriára vezető Keresztút.
- Zsidó temető a Szobor-hegy lábánál, melyet a második világháború óta nem használnak. A Szobor-hegy régi neve (Zsidó-hegy) erre utalt.
- A Szent Márton Római Katolikus templomtól induló kálvária

## Híres emberek
- Itt született 1871. szeptember 1-jén Ripka Ferenc újságíró, politikus, az Erzsébet királyné Gödöllőn című emlékalbum szerzője, Budapest volt főpolgármestere.
- Itt született 1891. augusztus 6-án Straussler Miklós mérnök, harckocsitervező, feltaláló.
- Itt élt Rejtmayer József népi fafaragó művész
- Itt született 1924. szeptember 15-én Lázár György kommunista politikus, miniszterelnök.
- Itt született 1937. július 4-én Ruszt József Kossuth és Jászai Mari-díjas rendező.
- Itt született 1940. július 18-án Takács Zoltán festőművész.
- Itt született 1950. október 5–én Szabados Zsuzsa magyar színésznő.
- Itt született 1979. március 13-án Benik Balázs raliversenyző és 3-szoros magyar bajnok.
- Itt született 1984. augusztus 29-én Kalocsai Richárd, a Reformátusok Lapja volt fotóriportere.

## Az isaszegi csatában részt vett honvédtisztek
Aulich Lajos honvédtábornok, Damjanich János honvédtábornok, Fiala János mérnök, Gáspár András huszártábornok, Görgei Artúr honvédtábornok, Hauszer Károly őrnagy, Iglódy Kálmán zászlóalj-parancsnok, Illési Sándor százados, Kaszab János őrnagy, Kmety György dandárparancsnok, Klapka György honvédtábornok, Komlóssy Lajos dandárparancsnok, Lord József kapitány, Madách Pál futár, Sárközy Dénes főhadnagy, Sipos Pál hadnagy. A névsor nem teljes.

## Média
- Újság: Isaszeg Önkormányzati Tájékoztató, Isaszegi Hírek Magazin
- TV: Isaszeg TV (ITV) (már megszűnt)

## Testvértelepülések
- Bojanów, Lengyelország
- Csúza, Horvátország
- Kishegyes, Szerbia
- Csíkkozmás, Románia
- Csíkszentmárton, Románia
- Kenyhec, Szlovákia

2009-ben Isaszeg elsőként rendezte meg a Testvértelepülések fesztiválját.